# Коронационная медаль Елизаветы II
Коронационная медаль королевы Елизаветы II — церемониальная медаль Великобритании и её доминионов, выпущенная в ознаменование коронации королевы Елизаветы II.

## Положение
В соответствии с установившейся практикой коронационные и юбилейные медали изготавливаются для всех стран Содружества и распределяются пропорционально. Местное правительство само решает кому и за что вручить медаль.
Коронационная медаль королевы Елизаветы II была изготовлена в количестве 138 214 медалей, в том числе для Канады — 12 500, для Австралии — 11 561.

## Описание
Медаль изготавливается из серебра, имеет форму круга диаметром 1,25 дюйма.
Аверс несёт на себе профиль королевы Елизаветы II, обращённый вправо, в королевской короне, с высоким воротником горностаевой мантии, с видимой частью орденской цепи ордена Подвязки и знаком ордена Бани на шее.
Реверс несёт на себе королевский вензель «EIIR» увенчанный большой королевской короной. По окружности от вензеля надпись «QUEEN ELIZABETH II CROWNED 2nd JUNE 1953» (Королева Елизавета II коронована 2 июня 1953).
Лента медали муаровая тёмно-красная 32 мм. Шириной, с двумя узкими синими полосками в центре и узкими белыми полосками по краю.
Женский вариант — лента медали, завязанная в виде банта.
Медаль при помощи кольца крепится к шёлковой муаровой ленте с двумя узкими синими полосками в центре и узкими белыми полосками по краю.